# Lauro Tisi
Lauro Tisi (* 1. listopadu 1962, Giustino) je italský římskokatolický duchovní a arcibiskup tridentský.

## Život

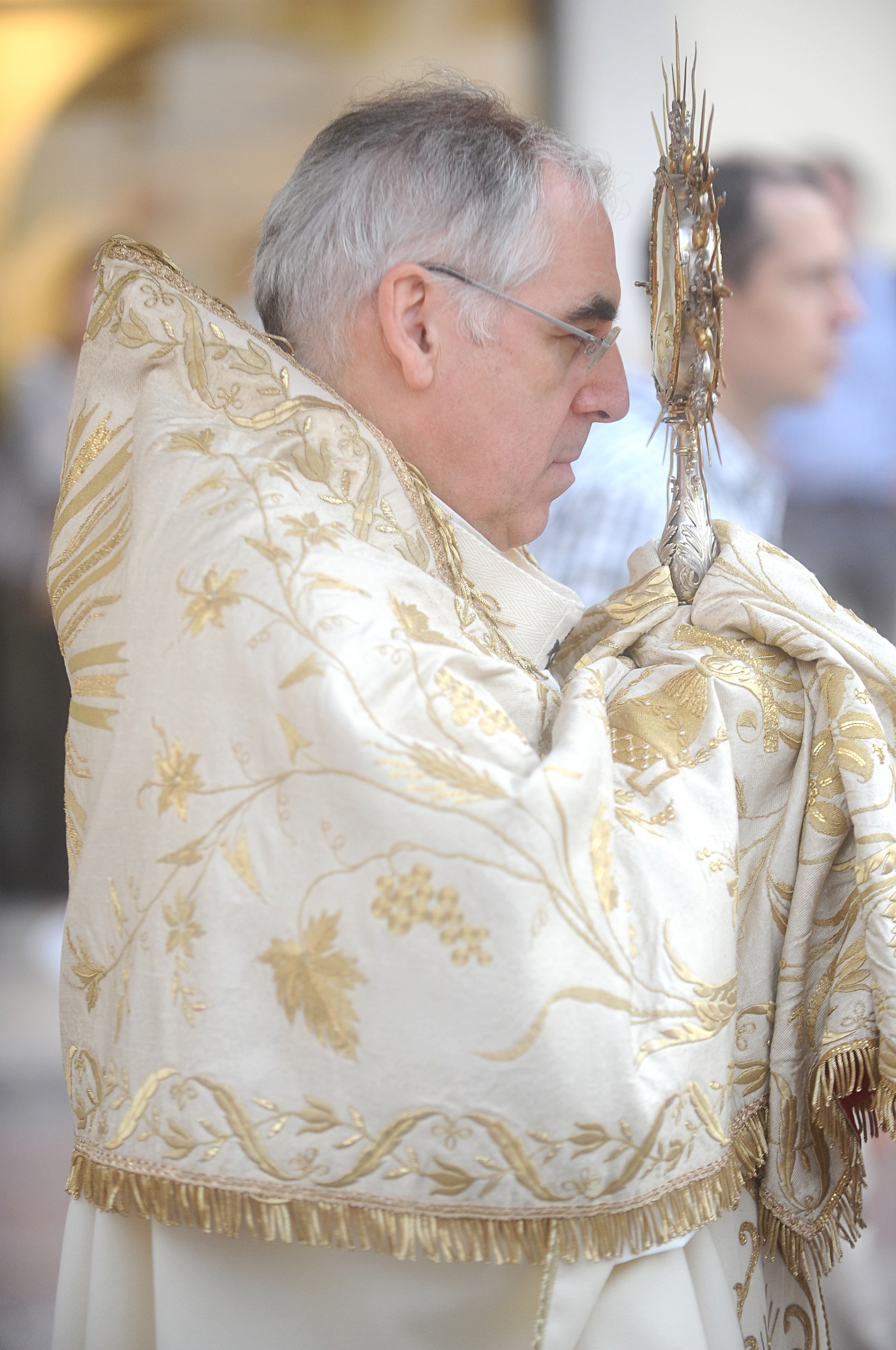
Lauro Tisi během původu na slavnost Božího Těla (2018)

Narodil se 1. listopadu 1962 v Giustinu.
Vstoupil do kněžského semináře v Trentu. Dne 26. června 1987 byl arcibiskupem Alessandrem Maria Gottardim vysvěcen na kněze. Stal se kaplanem v Levico Terme. Od následujícího roku působil jako vicerektor kněžského semináře. Tuto funkci zastával do roku 2005, kdy byl jmenován spirituálem a biskupským delegátem novokněží. O dva roky později se stal generálním vikářem a moderátorem kurie.
Dne 10. února 2016 jej papež František jmenoval metropolitním arcibiskupem tridentským. Biskupské svěcení přijal 3. dubna z rukou arcibiskupa Luigi Bressana a spolusvětiteli byli patriarcha Francesco Moraglia a biskup Ivo Muser.